# Федерація мініфутболу України
Федерація мініфутболу України — всеукраїнська громадська незалежна спортивна організація, заснована 10 січня 2016 року. Головна мета діяльності — забезпечення зростання рівня та масовості мініфутболу в Україні. Федерація опікується збірною України з мініфутболу.

## Історія
Федерацію мініфутболу України засновано в 2016 році. Президентом є Євген Донцов — громадський діяч, який багато років займається популяризацією мініфутболу, футболу і юнацького футболу.
Федерація мініфутболу України офіційно є членом Європейської федерації мініфутболу EMF. З моменту заснування федерації, збірна України стала постійним учасником чемпіонатів Європи.
2017 року Федерація мініфутболу України відправляє заявку на проведення фінальної частини чемпіонату Європи з мініфутболу. У підсумку, заявка України виграла у таких суперників, як Польща, Сербія та Казахстан. 
Збірна України з мініфутболу є учасником трьох чемпіонатів Європи. Найкраще досягнення — чвертьфінал, яке було здобуто на останньому чемпіонаті Європи з мініфутболу 2018 року, який пройшов в Україні. 
Збірна України з мініфутболу ввійшла до вісімки найкращих європейських збірних. Лише 10 команд з європейського континенту кваліфікувались на чемпіонат світу, який проходив в Австралії 2019 року.

## Бомбардири збірної України на Чемпіонатах Європи
| Місце | Футболіст           | Голи | Роки виступів |
| ----- | ------------------- | ---- | ------------- |
| 1.    | Євгеній Шайдюк      | 5    | 2018—         |
| 2.    | Євген Заєць         | 2    | 2018—         |
| 3.    | Іван Кривошеєнко    | 2    | 2018—         |
| 4.    | Артем Гордієнко     | 2    | 2016—2017     |
| 5.    | Ігор Кладов         | 2    | 2016—2017     |
| 6.    | Микола Кодацький    | 1    | 2018—         |
| 7.    | Анатолій Кіцута     | 1    | 2018—         |
| 8.    | Віктор Арановський  | 1    | 2018—         |
| 9.    | Олексій Драган      | 1    | 2018—         |
| 10.   | Віктор Пантелейчук  | 1    | 2018—         |
| 11.   | Костянтин Іванкевич | 1    | 2018—         |
| 12.   | Павло Бовтуненко    | 1    | 2017          |